# Hrabstwo Tippah
Hrabstwo Tippah (ang. Tippah County) – hrabstwo w stanie Missisipi w Stanach Zjednoczonych. Obszar całkowity hrabstwa obejmuje powierzchnię 459,97 mil² (1191,32 km²). Według szacunków United States Census Bureau w roku 2009 miało 21 661 mieszkańców.
Hrabstwo powstało w 1836 roku.
Hrabstwo należy do nielicznych hrabstw w Stanach Zjednoczonych należących do tzw. dry county, czyli hrabstw gdzie decyzją lokalnych władz obowiązuje całkowita prohibicja.

## Miejscowości
- Blue Mountain
- Dumas
- Falkner
- Ripley
- Walnut[6]

| Populacja hrabstwa w poprzednich latach | Populacja hrabstwa w poprzednich latach |
| Rok                                     | Liczba ludności                         |
| --------------------------------------- | --------------------------------------- |
| 1980                                    | 18 737                                  |
| 1990                                    | 19 523                                  |
| 2000                                    | 19 523                                  |
| 2005                                    | 21 212                                  |